# ساکوآنا
ساکوآنا (به لاتین: Sakoana) یک منطقهٔ مسکونی در ماداگاسکار است که در Manakara واقع شده‌است. ساکوآنا ۱۳٬۰۰۰ نفر جمعیت دارد و ۲۷ متر بالاتر از سطح دریا واقع شده‌است.